# Власково (Пермский край)
Власково — деревня в Сивинском муниципальном округе Пермского края России.

## География
Деревня находится в западной части края, в пределах восточной части Верхнекамской возвышенности, недалеко от правого берега реки Тыки, на расстоянии приблизительно 16 километров (по прямой) к северо-востоку от райцентра, села Сивы.
Климат
Климат характеризуется как умеренно континентальный, с продолжительной многоснежной холодной зимой и коротким умеренно тёплым летом. Средняя многолетняя температура самого холодного месяца (января) составляет −15,1 °С (абсолютный минимум — −50,5 °С), температура самого тёплого (июля) — 17,7 °С (абсолютный максимум — 34,5 °С). Среднегодовое количество осадков — 586 мм. Снежный покров держится в среднем около 180 дней в году.

## История
До марта 2020 года входила в состав ныне упразднённого Сивинского сельского поселения Сивинского района.

## Население
| 2010 |
| ---- |
| 2    |

Согласно результатам переписи 2002 года постоянного населения в деревне не было